# Pontiac Aztek
O Aztek é um veículo crossover de porte médio da Pontiac, produzido entre julho de 2000 (como modelo 2001) e agosto de 2005. O Pontiac Aztek é considerado um dos carros mais feios da história, e foi um fracasso comercial. A General Motors previa vendas de até 60.000 unidades do Aztek por ano e precisava produzir 30.000 anualmente para atingir o ponto de equilíbrio. Somente 27.793 carros foram vendidos em 2002, que foi o melhor ano de vendas do modelo.

## Na cultura popular
O Aztek ficou famoso por aparecer na série de televisão Breaking Bad, como o carro do protagonista Walter White, interpretado por Bryan Cranston. Quando as filmagens terminaram em 2013, um dos Aztek usados na série, que estava muito danificado e era impossível de conduzir, foi vendido em leilão por US $ 7.800.
O carro também apareceu no episódio Less Money, Mo' Problems da série animada American Dad!.
No episódio 17 temporada 7 de Chicago P. D e mencionada que um suspeito foge em um Aztek. 